# 부블리크
부블리크(러시아어·우크라이나어: бублик, bublik, booblik, bublyk)는 러시아, 우크라이나, 벨라루스, 폴란드, 리투아니아 등 동유럽 지방에서 생산되는 빵이다. 베이글과 매우 비슷하지만, 더 크고 가운데의 구멍이 더 넓다는 특징을 가지고 있다. 또한 부블리크는 베이글보다 더 빽빽하고 쫄깃쫄깃하다.
부블리크는 베이글이나 수시키와 함께 밀가루 반죽으로 만들어진 빵 중 하나이다. 러시아와 우크라이나에서는 Bublik이라는 단어를 고리 모양의 다른 빵에도 사용한다.